# Schuge- und Mühlenfließquellgebiet
Das Schuge- und Mühlenfließquellgebiet ist ein Naturschutzgebiet auf dem Gebiet der Gemeinde Heideblick und der Stadt Luckau im Landkreis Dahme-Spreewald in Brandenburg.
Das 350,16 ha große Gebiet, das mit Verordnung vom 1. Juli 2002 unter Naturschutz gestellt wurde, erstreckt sich zwischen Kümmritz, einem Ortsteil von Luckau, im Norden und Uckro, ebenfalls einem Ortsteil von Luckau, im Süden.